# Thendo Mukumela
Thendo Mukumela (Ngwenani, 30 gennaio 1998) è un calciatore sudafricano, difensore del Black Leopards.

## Carriera

### Club
Ha giocato nella prima divisione sudafricana.

### Nazionale
Nel 2015 ha partecipato ai Mondiali Under-17.
Ha partecipato ai Mondiali Under-20 del 2017. Tra il 2017 ed il 2019 ha poi giocato complessivamente 6 partite in nazionale maggiore.
Nel 2021 viene convocato per i Giochi Olimpici di Tokyo.